# Lac de Groß Upahler
Le Lac de Groß Upahler est un lac situé dans le nord de l'Allemagne, dans le land de Mecklembourg-Poméranie-Occidentale et l'arrondissement de Rostock.

## Source de la traduction
- (en) Cet article est partiellement ou en totalité issu de l’article de Wikipédia en anglais intitulé « Groß Upahler See » (voir la liste des auteurs).